# Bukowe (obwód zakarpacki)
Bukowe (ukr. Букове) – wieś na Ukrainie, w obwodzie zakarpackim, w rejonie berehowskim, w hromadzie Wynohradiw. W 2001 liczyła 2154 mieszkańców, spośród których 2136 wskazało jako ojczysty język ukraiński, 16 rosyjski, 1 mołdawski, a 1 węgierski.